# Carrière romaine de El Mèdol
La carrière romaine de El Mèdol est une carrière de pierre calcaire creusée durant la période de la République romaine et celle de l'Empire romain. Ses dimensions sont de plus de 200 mètres de large et de 10 à 40 mètres d'épaisseur. Elle a servi pour construire les édifices les plus importants de Tarraco (Colonia Iulia Urbs Triumphalis Tarraco, actuelle Tarragone), capitale de l'Hispanie citérieure durant la république. La carrière a des parois quasi verticales jusqu'à 12 mètres et au centre de la carrière subsiste une colonne témoin (une colonne faite de la roche originale intacte), colonne fréquente dans les carrières romaines.

## Présentation
C'est la plus grande des six carrières romaines qui entourent Tarraco. On y exploitait la pierre localement appelée Soldó, pierre calcaire du Miocène ayant des tons entre blanc et roses, généralement dorés clair. Cette roche, bien qu'inadéquate pour l'architecture romaine la plus soignée de la cité, a cependant servi pour l'essentiel à la construction romaine et pour les bâtiments médiévaux de Tarragone, dont la cathédrale de Santa Tecla.
La carrière est très proche de la via Augusta, une des principales voies de communication de l'empire dont le tracé est emprunté par l'actuelle route nationale 340 entre Barcelone et Tarragone. Cette voie a servi pour le transport de quelque 50 000 mètres cubes de pierre, principalement le long des 6 km qui séparent la carrière de Tarraco.
La carrière peut être visitée facilement depuis la route nationale 340 ou depuis l'autoroute AP-7, à la hauteur de La Mora.
La carrière a été classée au patrimoine mondial de l'UNESCO comme faisant partie de l'ensemble archéologique de Tarragone, sous l'identification 875-011.